# Deutscher Städte- und Gemeindebund
Der Deutsche Städte- und Gemeindebund e. V. (DStGB) vertritt als kommunaler Spitzenverband in Deutschland und Europa die Interessen der kommunalen Selbstverwaltung kreisangehöriger Gemeinden. Er ist föderal organisiert, parteipolitisch unabhängig und arbeitet ohne staatliche Zuschüsse. Die Mitgliedschaft ist freiwillig. Der Sitz des eingetragenen Vereins ist Berlin.

## Geschichte
Nach Vorbereitungsgesprächen und Weichenstellung im Jahr 1909 kam es 1910 zur Gründung des Reichsverbands Deutscher Städte, der 1918 in Reichsstädtebund umbenannt wurde. Daneben konstituierte sich 1922 ein Reichsverband der Deutschen Landgemeinden. Beide Verbände wurden 1933 zum Deutschen Gemeindetag zwangsvereinigt. Die Arbeit wurde nach 1945 wieder aufgenommen, jedoch wieder in getrennter institutioneller Form. 1973 entstand in Westdeutschland durch den Zusammenschluss von Städten und Gemeinden ohne Stadtstatus der Deutsche Städte- und Gemeindebund (DStGB). Nach der Gründung des Europabüros mit Sitz in Brüssel im Jahr 1991 wurde 1998 die Hauptgeschäftsstelle des DStGB in Berlin eröffnet.
In der DDR existierte ein Deutscher Städte- und Gemeindetag, zuletzt unter der Leitung von Walter Kresse (bis 1974), der jedoch seine Tätigkeit danach einstellte. Nach der politischen Wende erfolgte im Februar 1990 die Gründung des Städte- und Gemeindetags der DDR. Unter Vorsitz von Volkmar Kunze erfolgte später die Vereinigung mit dem westdeutschen Verband zum heute gesamtdeutschen Deutschen Städte- und Gemeindebund.

## Gremien
Präsident des Verbandes ist Uwe Brandl, 1. Bürgermeister von Abensberg. Er übernahm dieses Amt am 1. Januar 2023 von Ralph Spiegler, Bürgermeister der Verbandsgemeinde Nieder-Olm, der seither 1. Vizepräsident des DStGB ist. Die Amtszeit beträgt 2,5 Jahre. Weitere Vizepräsidenten des Verbandes sind Bernward Küper, Landesgeschäftsführer des Städte- und Gemeindebundes Sachsen-Anhalt und Oberbürgermeister a. D. von Naumburg (Saale), Christoph Landscheidt, Bürgermeister von Kamp-Lintfort und Steffen Jäger, Präsident und Hauptgeschäftsführer des Gemeindetages Baden-Württemberg.
Die Aufgaben des geschäftsführenden Präsidialmitglieds nimmt seit dem 1. Januar 2024 André Berghegger wahr. Die Besetzung der Gremien orientiert sich an dem Votum der Wähler bei den Kommunalwahlen. Dies sind im Einzelnen:
- Präsidium;
- Hauptausschuss;
- Europaausschuss;
- Ausschuss für Recht, Personal und Organisation;
- Ausschuss für Jugend, Soziales und Gesundheit;
- Ausschuss für Schule, Sport und Kultur;
- Ausschuss für Wirtschaft, Tourismus und Verkehr;
- Ausschuss für Finanzen und Kommunalwirtschaft;
- Ausschuss für Städtebau und Umwelt; sowie
- Gemeinsamer Forstausschuss Deutscher Kommunalwald.

### Ehemalige Präsidenten
Die ehemaligen Präsidenten des Deutschen Städte- und Gemeindebundes seit 1983 sind:
- Theo Magin, Bürgermeister der Stadt Schifferstadt, (1983–1985, 1988–1990 und 1992–1994);
- Hans Gottfried Bernrath,  Bürgermeister der Stadt Grevenbroich, Ministerialdirektor, (1985–1987, 1990–1992 und 1995–1997);
- Heribert Thallmair, 1. Bürgermeister der Stadt Starnberg, (1994–1995 und 1998–2000);
- Christian Schramm, Oberbürgermeister der Stadt Bautzen, (2003–2005, 2008–2010 und 2013–2015);
- Roland Schäfer, Bürgermeister der Stadt Bergkamen, (2001–2003, 2006–2008, 2010–2012 und 2015–2017); sowie
- Uwe Brandl, Bürgermeister der Stadt Abensberg, (2018–2020 und seit 2023); sowie
- Ralph Spiegler, Bürgermeister der Verbandsgemeinde Nieder-Olm, (2020–2022).

## Aufgaben
Hauptzweck ist die Vertretung der kommunalen Interessen gegenüber dem Bund und Europa. Er tut dies durch kontinuierliche Kontaktpflege bei Bundestag, Bundesrat, Europäischer Union und anderen Organisationen und Institutionen. Durch sein Wirken arbeitet er somit gezielt am politischen Willensbildungs- und Entscheidungsfindungsprozess mit.
Als kommunale Koordinierungsstelle sorgt er für permanenten Erfahrungs- und Informationsaustausch unter den 17 Mitgliedsverbänden, als kommunales Kommunikationsnetzwerk sensibilisiert und mobilisiert er die Öffentlichkeit und die Medien für aktuelle kommunalpolitische Themen und Probleme. Schließlich ist der DStGB in vielen Organisationen vertreten (u. a. Deutscher Sparkassen- und Giroverband, Deutsche Krankenhausgesellschaft), die kommunalen Interessen dienen oder sie fördern.

## Mitgliedsverbände
- Bayerischer Gemeindetag
- Gemeinde- und Städtebund Rheinland-Pfalz
- Gemeinde- und Städtebund Thüringen
- Gemeindetag Baden-Württemberg
- Hessischer Städte- und Gemeindebund
- Hessischer Städtetag
- Niedersächsischer Städtetag
- Niedersächsischer Städte- und Gemeindebund
- Saarländischer Städte- und Gemeindetag
- Sächsischer Städte- und Gemeindetag
- Schleswig-Holsteinischer Gemeindetag
- Städte- und Gemeindebund Brandenburg
- Städte- und Gemeindebund Sachsen-Anhalt
- Städte- und Gemeindetag Mecklenburg-Vorpommern
- Städte- und Gemeindebund Nordrhein-Westfalen
- Städteverband Schleswig-Holstein
- Städtetag Rheinland-Pfalz

## Beteiligungen
Der Deutsche Städte- und Gemeindebund ist Gesellschafter der PD – Berater der öffentlichen Hand.